# Branislav Fodrek
Branislav Fodrek (Bratislava, 5 febbraio 1981) è un allenatore di calcio ed ex calciatore slovacco, di ruolo centrocampista o attaccante commissario tecnico della Slovacchia under 17.

## Carriera

### Club
Il 14 novembre 2004 marca una doppietta contro il Puchov (4-0).

### Nazionale
Ha collezionato 4 presenze con la propria Nazionale.